# Flirtea reticulata
Flirtea reticulata is een hooiwagen uit de familie Cosmetidae.